# Tami Neilson
Tamara Neilson (Toronto, 9 maggio 1977) è una cantautrice e musicista canadese naturalizzata neozelandese.

## Biografia
Tami Neilson ha piazzato cinque album nella top ten della classifica neozelandese; in particolare, Don't Be Afraid ha raggiunto la 3ª posizione. Ha vinto numerosi premi, tra cui quattro ai New Zealand Music Awards nella categoria Miglior album country nel 2009, 2010, 2012 e 2015.

## Discografia
- 2008 – Red Dirt Angel
- 2009 – The Kitchen Table Sessions, Vol. I
- 2011 – The Kitchen Table Sessions, Vol. II
- 2023 – Sad but True, Volume 2 (con Marlon Williams e Delaney Davidson)
- 2014 – Dynamite!
- 2015 – Don't Be Afraid
- 2018 – Sassafrass!
- 2020 – Chickaboom!